# Хімічний завод у Повуа-де-Санта-Ірія
Хімічний завод у Повуа-де-Санта-Ірія – колишній виробничий майданчик в районі на північний схід від португальської столиці Лісабону.
У 1859 році створили компанію Sociedade Geral de Produtos Químicos, яка зайнялась на майданчику в Повуа-де-Санта-Ірія виробництвом сульфатної кислоти, кальцинованої соди та похідних продуктів. Основне обладнання включало кілька печей для спалювання сірки та печі для виробництва та рафінування соди. Втім, вже у 1862-му через проблеми з фінансуванням проект закрився.
В 1867-му майданчик викупив французький підприємець Фернан Деліньї, який відновив діяльність та модернізував процес отримання сульфатної кислоти з переведення його на спалювання піритів. Потужність заводу становила 1200 тонн сульфатної кислоти та 120 тонн кальцинованої соди на рік, крім того, випускали нітратну кислоту (в ті часи поширеним способом її отримання була обробка сульфатною кислотою селітри), соляну кислоту та сульфат натрію (обидва ці продукти можливо отримати дією сульфатної кислоти на хлорид натрію), сульфат заліза, хлорид кальцію.
В 1884-му завод придбала Companhia Real Promotora da Agricultura Portuguesa, що організувала тут виробництво добрива – суперфосфату (отримують обробкою сульфатною кислотою фосфоритів або іншої фосфоровмісної сировини, наприклад, кісток). При цьому продовжували випускати названі вище продукти за виключенням соди та хлориду кальцію.
В 1898 році завод узяла в оренду компанія Henry Bachofen & Cª. Він продовжував випуск суперфосфату, проте обсяги цієї діяльності були незначні в порівнянні з попитом – на початку XX століття два португальські майданчики у Повуа-де-Санта-Ірія та Кабо-Руйво (останній належав компанії Sociedade Tinoca Factory) мали сукупну потужність лише у 8 тисяч тонн суперфосфат на рік. В цей період компанія  Companhia União Fabril (CUF) почала закуповувати у заводу в Повуа-де-Санта-Ірія сульфатну кислоту для власного виробнцитва добрив, проте вже у 1909-му вона запустила в Баррейру-і-Лаврадіо власний потужний суперфосфатний завод, що випускав не лише кінцевий продукт, а й необхідну для цього кислоту.
У 1914-му Henry Bachofen & Cª збанкрутувала і завод в Повуа-де-Санта-Ірія перейшов під контроль держави. В цей період він був відомий як Fábrica de Adubos e Produtos Químicos.
В 1920-х роках завод орендувала Companhia Industrial Portuguesa (CIP). Відомо, що в 1929 році у Португалії виробили 185 тисяч тонн суперфосфату, при цьому на завод CIP прийшлось 9% ринку.
Станом на другу половину 1970-х років CIP вже не рахувалась серед португальських виробників добрив.